# Гроздов пазар
Гроздов пазар е квартал в Централен район на град Пловдив. Той обхваща прилежащия квартал около едноименния Гроздов пазар, дал предишното име на днешния площад „22 септември“.
С името Гроздов пазар се свързва пространството между ул. „Гладстон“, бул. „Руски“ и ул. „Антим Iви“.

## История
В миналото на това място е имало стар турски чифлик и пазар, откъдето произхожда името му. Известно е старото турско име на площада – „Емиш пазар“ (на турски: Yemiş pazar – „Плодов пазар“). Името на чифлика е било „Гюл бахче“ (на турски: Gül bahçe – „Розова градина“). В края на ХІХ в. пловдивската пожарна команда се премества в имението на чифлика.
По време на социализма площадът носи името „Вела Благоева“. В местното съзнание мястото си остава „Гроздовия“. А грозде там са продавали, когато бул. „Руски“ е бил околовръстно шосе на Пловдив. Площадът е бил автогара и тълпите от хора, преминаващи оттам, са подтикнали търговците да формират плодовото тържище.
По време на Втората световна война на това място е бил разположен лагер на Вермахта.
През 1950-те и 1960-те години в кварталът е централната автогара на града. През 1970-те години на Гроздовия пазар е работила кръчма „Тихия кът“, събирала интелектуалния елит на Пловдив.
В началото на 1990-те години на площада са открити първите обменни бюра в Пловдив, което става причина мястото да бъде често споменавано в криминалните хроники.
Днес той е сред най-престижните квартали в центъра на Пловдив.

## Забележителности
В квартала и в близост до него се намират:
- Площад „22 септември“
- Колона на независимостта, дело на скулптора Николай Савов, изобразяваща държавността
- Паметник на инженер-архитект Йосиф Шнитер, в градинката на площад „22 септември“
- Лятно кино „Орфей“
- Генералното консулство на Гърция в Пловдив
- Радио-телевизионен център Пловдив (БНТ Пловдив
- Радио Пловдив)
- Пожарната служба
- ОУ „Алеко Константинов“